# Агила Салех Иса
Агила Салех Иса аль-Убейди (возможны варианты: Акила Салих Иса/Агила Салах [Салех] Исса и др., араб. عقيلة صالح عيسى العبيدي‎) — ливийский государственный и политический деятель, председатель Палаты представителей Ливии и депутат от города Аль-Кубба.

## Биография
В 1970 году окончил Университет Бенгази со степенью бакалавра права. Работал в Министерстве юстиции и судебной системе.

### Пост главы Ливии
4 августа 2014 года на первом заседании в Тобруке Палаты представителей Агила Салех Иса был избран президентом Палаты в присутствии представителей Лиги арабских государств, Организации Объединённых Наций и Организации исламского сотрудничества.
В ноябре 2021 года Фатхи Бачага баллотируется на президентских выборах в декабре 2021 года.